# The Doobie Brothers
The Doobie Brothers – amerykańska grupa rockowa.

## Historia
Została założona w San Jose (Kalifornia) w roku (1969) – wywodzi się z formacji Pud, którą tworzyli: Tom Johnston (śpiew, gitara), Gregg Murph (gitara basowa) i John Hartman (perkusja). Po odejściu z zespołu Murpha jego miejsce zajął Dave Shogren, dołączył także gitarzysta Patrick Simmons. Tak narodził się zespół The Doobie Brothers. Jego nazwa nawiązuje do marihuany, ponieważ doobie to slangowe określenie tego specyfiku.
Dzięki dużej liczbie koncertów i półamatorskim nagraniom demo grupa zdobyła sobie pierwszych fanów, a także zainteresowanie wytwórni Warner Bros. z którą w 1970 roku podpisała kontrakt. Realizując swój debiutancki album formacja zrezygnowała z motocyklowego image'u, który dotychczas prezentowała i zmieniła charakter wykonywanej dotychczas muzyki. Na swoim pierwszym albumie, zatytułowanym The Doobie Brothers grupa zaproponowała akustyczne brzmienie i kompozycje nawiązujące do country, co nie stało się zaczynem sukcesu.
Udało się to wraz z wydaniem drugiego krążka, pt. Toulouse Street opartego na mocniejszych, rockowych brzmieniach. W jego nagraniu uczestniczył nowy basista Tiran Porter i drugi perkusista Michael Hossack. Przez kolejnych kilka lat zespół nagrywał przebojowe albumy. Na wydanej w 1973 roku płycie The Captain and Me znalazły się dwa wielkie przeboje grupy: China Groove i Long Train Runnin'.
Po pewnym czasie Hossacka zastąpił Keith Knudsen, który dokończył pracę nad krążkiem What Were Once Vices Are Now The Habits. Kompozycja Black Water stała się pierwszym w historii grupy singlem, który zajął czołową pozycję na listach przebojów. Niekończące się trasy koncertowe były przyczyną pogarszającego się stanu zdrowia muzyków. Podczas trasy promującej, wydaną w 1975 roku, płytę Steampede Johnston dostał ataku wrzodów żołądka i trafił do szpitala. Nowe brzmienie zostało zaprezentowane na płycie Talkin' It to the Streets, była to mieszanka muzyki funky i jazzującego popu. Krążek pokrył się platyną.
Lukę po Johnsonie wypełnili dwaj byli muzycy Steely Dan: Michael McDonald – wokalista, klawiszowiec i autor tekstów (dołączył w 1976 podczas sesji Talkin' It to the Streets) oraz trzeci gitarzysta – Jeff Baxter (w zespole od 1974). Muzycy ci, zwłaszcza McDonald spowodowali zwrot w twórczości formacji, która odtąd prezentowała o wiele spokojniejsze soft rockowe, ocierające się o soul muzyczne oblicze – w grze Baxtera słyszalne były także echa jazzu. W tej stylistyce utrzymanych było kilka kolejnych wydawnictw zespołu, m.in. Livin' On The Fault Line (1977), a przede wszystkim bestsellerowy album Minute by Minute z 1978 roku. Za singiel What a Fool Believes zespół otrzymał nagrodę Grammy w kategorii Piosenka roku. Na Minute by Minute pojawił się gościnnie były członek grupy – Tom Johnston.
Stres spowodowany sukcesem doprowadzał do konfliktów w zespole, w wyniku czego odeszli Baxter (w 1978) i Hartman (w 1979). Album One Step Closer z 1980 roku, nagrano w nowym składzie z gitarzystą Johnem McFee, z perkusistą sesyjnym Chetem McCrackenem i z wokalistą, saksofonistą, klawiszowcem Corneliusem Bumpusem (dawniej, m.in. Moby Grape). Mimo iż krążek nie dorównywał artystycznie poprzedniemu, płyta osiągnęła status platynowej, a kompozycja Real Love poszerzyła kolekcję hitów grupy.
Po jej nagraniu odszedł Porter, którego zastąpił Willie Weeks, późniejszy współpracownik, m.in. Michaela Jacksona i Quincy'ego Jonesa. Podczas trasy promującej ów materiał McCracken został zastąpiony przez Andy'ego Newmarka. W 1981 roku Patrick Simmons zdecydował się opuścić zespół i rozpocząć karierę solową. Muzycy postanowili więc tymczasowo zawiesić działalność zespołu i zagrać ostatnią serię koncertów. Występy zostały zarejestrowane i wydane na płycie Farwell Tour w 1983 roku.
W 1987 roku zespół reaktywował się z myślą o wzięciu udziału w koncercie mającym się odbyć w Hollywood Bowl. Do składu powrócili Johnston i Simmons. Bilety zostały sprzedane w rekordowym tempie. W 1989 roku Johnston, Simmons, Hartman, Porter, Hossack i Bobby LaKind (śpiew, kongi – techniczny, a następnie muzyk zespołu, wcześniej słyszalny na płytach Livin' On The Fault Line, Minute by Minute i Farwell Tour), podpisali kontrakt z Capitol Records. Niedługo potem ukazał się album Cycles (1989). Zapowiadający go singiel The Doctor nawiązywał do utworów grupy z lat siedemdziesiątych. Po dwóch latach ukazał się kolejny album, zatytułowany Brotherhood (1991), a w roku 2000 Sibling Rivalry oraz niezliczone kompilacje i kilka wydawnictw koncertowych.
Zespół sprzedał ponad 20 mln płyt. Istnieje do dziś, z pięcioletnią przerwą w latach 1982–1987. Największe przeboje grupy to: Listen to the Music (1972), Long Train Runnin' (1973), China Groove (1973), Black Water (1974), What a Fool Believes (1978), Real Love (1980), The Doctor (1989).

## Dyskografia

### Albumy
- 1971 – The Doobie Brothers
- 1972 – Toulouse Street
- 1973 – The Captain and Me
- 1974 – What Were Once Vices Are Now Habits
- 1975 – Stampede
- 1976 – Takin' It to the Streets
- 1976 – Best of the Doobies
- 1977 – Livin' on the Fault Line
- 1978 – Minute by Minute
- 1980 – One Step Closer
- 1981 – Best of the Doobies, Vol. II
- 1983 – Farewell Tour (Live)
- 1989 – Cycles
- 1991 – Brotherhood
- 1992 – Long Train Runnin' – Best
- 1993 – Listen To The Music: The Very Best Of The Doobie Brothers
- 1996 – Rockin' Down the Highway: The Wildlife Concert (Live)
- 1999 – Best of the Doobie Brothers Live (Live)
- 1999 – Long Train Runnin': 1970–2000 (Box Set)
- 2000 – Sibling Rivalry
- 2001 – Greatest Hits
- 2001 – On Our Way Up
- 2002 – Doobie's Choice (składanka)
- 2003 – Divided Highway
- 2004 – Live at Wolf Trap (Live)
- 2007 – The Very Best Of The Doobie Brothers

### Single
- 1972 – Listen To The Music
- 1972 – Jesus Is Just Alright
- 1973 – Long Train Runnin'
- 1973 – China Grove
- 1974 – Another Park, Another Sunday
- 1974 – Eyes Of Silver
- 1974 – Nobody
- 1974 – Black Water
- 1975 – Take Me In Your Arms (Rock Me a Little While)
- 1975 – Sweet Maxine
- 1976 – I Cheat The Hangman
- 1976 – Takin' It To The Streets
- 1976 – Wheels Of Fortune
- 1977 – It Keeps You Runnin'
- 1977 – Little Darling (I Need You)
- 1977 – Echoes Of Love
- 1979 – What A Fool Believes
- 1979 – Minute By Minute
- 1979 – Dependin' On You
- 1980 – Real Love
- 1980 – One Step Closer
- 1981 – Wynken, Blynken And Nod
- 1981 – Keep This Train A' Rollin'
- 1982 – Here To Love You
- 1983 – You Belong To Me
- 1989 – The Doctor
- 1989 – Need A Little Taste Of Love
- 1993 – Long Train Runnin' (Sure Is Pure remix)
- 1994 – Listen To The Music (Motiv8 remix)